# Accademia

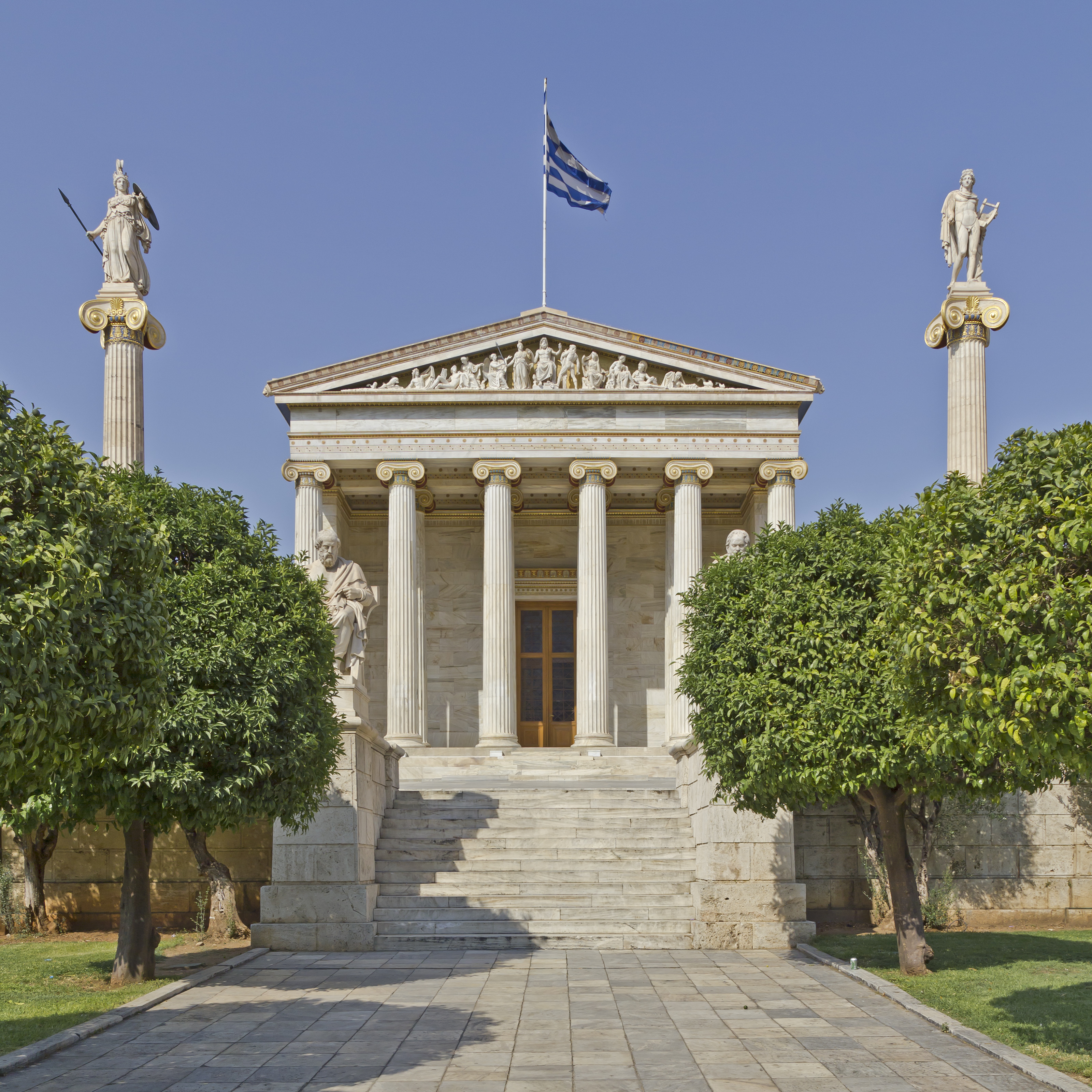
La moderna accademia di Atene, progettata da Theophil Hansen nel 1885, situata vicino all'Università nazionale capodistriana di Atene.

Un'accademia è un'istituzione destinata agli studi più raffinati e all'approfondimento delle conoscenze di più alto livello. Il termine può indicare una società scientifica dedicata alla ricerca nel campo delle scienze naturali, della filosofia e delle belle arti.
L'aura di prestigio associato all'origine del nome spinge molti istituti (soprattutto privati) a fregiarsi di questo appellativo, sebbene non sempre in maniera appropriata.

## Origine della scuola filosofica

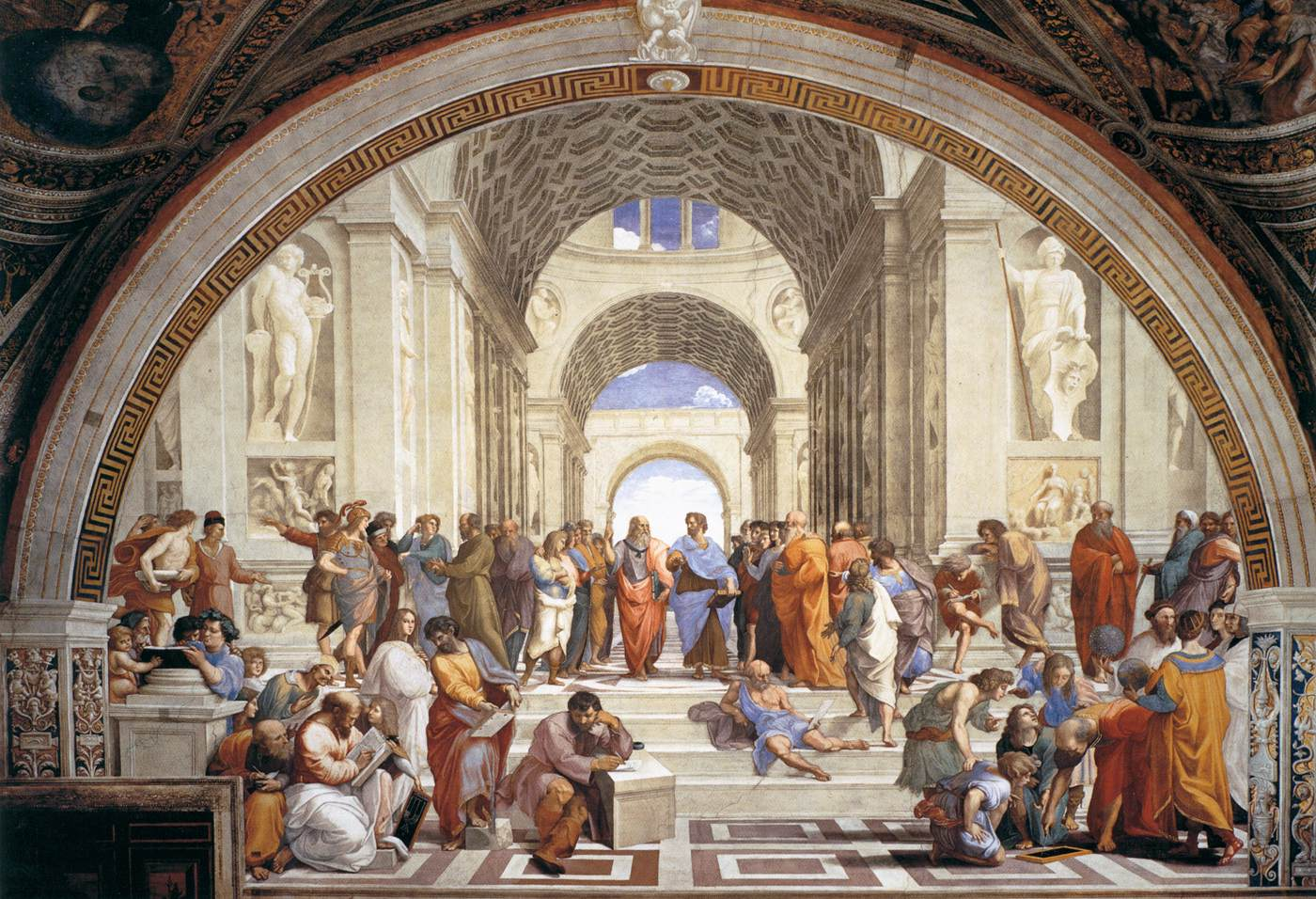
Scuola di Atene, affresco di Raffaello Sanzio.

Il termine accademia deriva dal greco e indicava la scuola filosofica di Platone, fondata nel 387 a.C. e situata in un luogo appena fuori le mura di Atene, chiamata così dal nome dell'eroe di guerra Academo che aveva donato agli ateniesi un terreno che divenne un giardino aperto al pubblico dove Platone filosofava con i suoi discepoli. Qui Platone scrisse i suoi dialoghi e Aristotele seguì le lezioni del maestro fino alla sua morte.
Incerta la funzione specifica della scuola, s'ipotizza che:
1. fosse dedicata alle Muse con un carattere quindi religioso;
2. fosse una scuola di formazione politica per i giovani greci;
3. fosse indirizzata allo studio e alla ricerca come una specie di università moderna.

### Evoluzione della scuola platonica
Tradizionalmente nell'antichità si distingueva in diverse fasi lo sviluppo della scuola. Tra gli antichi, Diogene Laerzio parlava di cinque diverse "Accademie", a partire dallo scolarcato di Platone fino ad arrivare a Filone, al termine dell'ellenismo. Cicerone invece identificava semplicemente un'accademia antica e la "nuova accademia" di Carneade e Filone.
Mentre a quanto sembra gli immediati successori di Platone, Speusippo e Senocrate, continuarono l'insegnamento del fondatore senza apportare innovazioni di rilievo, una vera svolta si ebbe con lo scolarcato di Arcesilao (Accademia di mezzo). Arcesilao inaugurò il nuovo corso del platonismo ellenistico: a partire da lui, fino al primo secolo, il platonismo venne guardato innanzitutto come una filosofia scettica. La svolta scettica fu probabilmente influenzata dalla polemica che Arcesilao inaugurò contro il dogmatismo della dottrina stoica, che veniva allora insegnata ad Atene da Zenone di Cizio.
Anche i successori di Arcesilao - in particolare Carneade (Accademia di mezzo) - proseguirono sia lo sviluppo scettico del platonismo sia la polemica con lo stoicismo, fino al I secolo d. C. Filone di Larissa, in quest'epoca, iniziò una revisione delle posizioni dei suoi predecessori, puntando verso un approccio più sincretico con le altre scuole di pensiero ellenistiche, in reazione agli orientamenti scettici; il più famoso allievo di Filone, Antioco di Ascalona, ruppe del tutto con l'insegnamento dei predecessori, e con l'Accademia di Atene, fondando una nuova scuola in Egitto, e dando del platonismo una interpretazione che tendeva a trasformarlo in un sistema dogmatico con molti punti di contatto più che di polemica con lo stoicismo.
Schematicamente si è soliti distinguere:
- Accademia antica (IV secolo a.C.) (387-315 a.C.) corrispondente alla trattazione di temi matematici-pitagorici nell'ultima fase del pensiero platonico (esponenti: Speusippo, Senocrate, Eraclide Pontico (390 circa-310 circa a.C.), Eudosso di Cnido (408 circa-355 circa a.C.);
- Accademia di mezzo (III secolo a.C.) rappresenta una fase dello scetticismo con Arcesilao di Pitane e Carneade di Cirene;
- Accademia nuova o Scuola platonica (dal II secolo a.C. in poi) ritornano temi legati al platonismo in una trattazione eclettica (esponenti Simplicio, Proclo);
  - 529 L'imperatore Giustiniano chiude l'ultima scuola ad indirizzo neoplatonico.
- Nuova accademia o Accademia platonica di Firenze fondata dagli umanisti fiorentini nel XV secolo ispirata al platonismo rinascimentale di Marsilio Ficino e Pico della Mirandola.

## Accademie italiane
La nascita delle accademie moderne è strettamente collegata allo sviluppo dell'Umanesimo. Infatti le università, salvo poche eccezioni, rimasero fedeli al metodo della filosofia scolastica durante tutto il Rinascimento. Perciò gli Umanisti crearono delle istituzioni alternative dove coltivare il loro modello di cultura. In Italia queste istituzioni furono soprattutto le accademie.
- secondo molti storici, la più antica Accademia letteraria d'Italia è quella fondata, nel XIV secolo, a Rimini dal forlivese Jacopo Allegretti
- sempre a Jacopo Allegretti è attribuita la fondazione, a Forlì nel 1370, dell'Accademia dei Filergiti, con vocazione insieme letteraria e scientifica
- La più antica accademia d'Italia tuttora esistente è l'Accademia Pontaniana, fondata a Napoli da Antonio Beccadelli nel 1458, precedente quindi all'Accademia della Crusca, nata a Firenze nel 1583.
- tra gli istituti più anziani, l'Accademia di Firenze durante il Rinascimento fiorentino fu ristabilita con il nome "la nuova Accademia platonica" nel 1439 da Cosimo de' Medici.
- L'Accademia delle Arti del Disegno di Firenze, è la più antica Accademia pubblica di arte creata al mondo, fu istituita da Cosimo I de' Medici, il 13 gennaio 1563, su consiglio dell'architetto aretino Giorgio Vasari e fu inizialmente denominata Accademia e Compagnia dell'Arte del Disegno in quanto suddivisa in due branche operative differenziate. Il ruolo ed il prestigio di questa istituzione crebbero fra il Cinque e il Seicento grazie allo straordinario contributo di Accademici come Michelangelo Buonarroti, Andrea Sansovino, Francesco da Sangallo, Agnolo Bronzino, Benvenuto Cellini, Giorgio Vasari, Bartolomeo Ammannati, il Giambologna, ecc. Fra gli scienziati che accedettero all'istruzione scientifica vi fu Galileo Galilei. È tuttora esistente[2] e promuove la salvaguardia e la protezione delle opere d'arte in Italia.
- L'Accademia delle Scienze dell'Istituto di Bologna (la più vecchia università privata nel mondo cristiano occidentale, 1119).
- L'Accademia Cosentina (1511) è la seconda del Regno di Napoli e tra le più antiche di Europa tra quelle ancora esistenti.
- L'Accademia Olimpica di Vicenza, fondata nel 1555 da un gruppo di intellettuali, tra i quali l'architetto Andrea Palladio, che fece costruire il Teatro Olimpico.
- Accademia dei Concordi di Rovigo (1580).
- Accademia nazionale di San Luca(1593)
- Accademia dei Sepolti di Volterra (1597).
- Accademia galileiana di scienze, lettere ed arti, già Accademia dei Ricovrati, fondata a Padova nel 1599 da Federico Baldissera Bartolomeo Cornaro, Galileo Galilei, e altri.
- Accademia Nazionale dei Lincei, fondata nel 1603 da Federico Cesi, Francesco Stelluti, Anastasio De Filiis e Johannes van Heeck.
- Accademia del cimento, fondata nel 1657 a Firenze.
- Accademia toscana di scienze e lettere La Colombaria di Firenze (1735).
- Accademia Ercolanese fondata da Carlo di Borbone (1755).
- Accademia Raffaello di Urbino (1869)

### Accademie di belle arti
- 1563 Accademia delle Arti del Disegno di Firenze
- 1573 Accademia di belle arti Pietro Vannucci di Perugia
- 1593 Accademia di belle arti di Roma
- 1710 Accademia di belle arti di Bologna detta "Clementina"
- 1750 Accademia di belle arti di Venezia
- 1751 Accademia ligustica di belle arti di Genova
- 1752 Accademia di belle arti di Napoli
- 1757 Accademia di belle arti di Parma
- 1764 Accademia di belle arti Gian Bettino Cignaroli di Verona
- 1769 Accademia di belle arti di Carrara
- 1776 Accademia di belle arti di Brera di Milano
- 1778 Accademia Albertina di Torino
- 1780 Accademia di belle arti di Palermo
- 1784 Accademia di belle arti di Firenze
- 1793 Accademia Carrara di Bergamo
- 1816 Accademia di belle arti di Siena

### Accademie d'arte drammatica
- 1936 Accademia nazionale d'arte drammatica - "Silvio D'Amico" (Roma)
- 1946 Accademia Pietro Sharoff (Roma)
- 1951 Civica Scuola di Teatro Paolo Grassi (Milano)
- 1976 Scuola di teatro Alessandra Galante Garrone (Bologna)
- 1981 Accademia internazionale di teatro (Roma)
- 1992 Scuola del teatro stabile di Torino (Torino)
- 1992 Scuola di Teatro Menandro (Roma)
- 2001 Accademia teatrale ITACA (Corato, provincia di Bari)
- Scuola di recitazione "Giovanni Poli" del teatro a l'Avogaria di Venezia (Venezia)
- Scuola del teatro stabile di Genova (Genova)
- Scuola del teatro stabile di Catania (Catania)
- Scuola del teatro Bellini (Napoli)
- Istituto nazionale del dramma antico (Siracusa)
- Accademia d'arte drammatica della Calabria (Palmi, provincia di Reggio Calabria)
- Accademia Teatrale Lorenzo Da Ponte (Vittorio Veneto)

### Accademie musicali
- 1543 Accademia Filarmonica di Verona
- 1585 Accademia nazionale di Santa Cecilia di Roma
- 1615 Accademia dei floridi di Bologna
- 1666 Accademia Filarmonica di Bologna
- 1932 Accademia Musicale Chigiana di Siena
- 1985 Accademia Pianistica "Incontri col Maestro" di Imola (BO)
- 1987 Accademia musicale teresiana
- 2002 Accademia musicale di Firenze
- 2003 Accademia dei ragazzi di Forio d'Ischia (NA)
- Accademia corale Opitergium di Oderzo (TV)
- 2008 Verona Accademia per l’Opera di Verona (VR)

Il termine accademia musicale indica anche una manifestazione pubblica a pagamento in voga alla fine del Settecento e all'inizio dell'Ottocento organizzata da un cantante, strumentista o compositore, che aveva il ruolo più rilevante all'interno di un programma di brani musicali molto vario, con intervento di molti esecutori, sinonimo di concerto.

### Accademie linguistiche e letterarie
- 1511 Accademia Cosentina
- 1527 Accademia degli Intronati di Siena
- 1540 Accademia degli Infiammati di Padova
- 1561 Accademia degli Insensati di Perugia
- 1564 Accademia degli Unanimi di Salò
- 1582 Accademia dei Piacevoli o Soavi di Venosa
- 1583 Accademia della Crusca di Firenze
- 1588 Accademia degli Svegliati di Pisa
- 1597 Accademia dei sepolti di Volterra
- 1613 Accademia degli Infecondi di Roma
- 1619 Accademia degli Erranti di Brescia
- 1690 Accademia dell'Arcadia di Roma
- 1743 Accademia dei Trasformati di Milano

### Accademie delle scienze
- 1560 Accademia dei segreti di Napoli
- 1603 Accademia Nazionale dei Lincei di Roma
- 1657 Accademia del Cimento di Firenze
- 1691 Accademia delle scienze di Siena, detta anche dei Fisiocritici
- 1714 Accademia delle scienze dell'Istituto di Bologna
- 1753 Accademia dei Georgofili di Firenze
- 1757 Accademia delle scienze di Torino
- 1766 Accademia nazionale delle scienze detta "dei XL", in Roma
- 1785 Accademia di Agricoltura di Torino
- 1824 Accademia Gioenia di Catania
- 1828 Accademia agraria in Pesaro
- 1936 Pontificia accademia delle scienze in Vaticano

### Accademie miste
- 1516 Accademia Properziana del Subasio di Assisi
- 1574 Accademia dei Filergiti di Forlì
- 1584 Accademia lucchese di scienze, lettere e arti
- 1598 Accademia dei sepolti di Volterra
- 1599 Accademia dei ricovrati di Padova, ora Accademia galileiana di scienze, lettere ed arti
- 1671 Accademia di scienze, lettere e belle arti degli Zelanti e dei Dafnici di Acireale
- 1680 Accademia dei dissonanti, ora Accademia nazionale di scienze, lettere e arti di Modena
- 1718 Accademia nazionale di scienze, lettere e arti di Palermo
- 1729 Accademia Peloritana dei Pericolanti di Messina
- 1735 Accademia toscana di scienze e lettere La Colombaria di Firenze
- 1748 Accademia degli Euteleti di San Miniato
- 1750 Accademia Roveretana degli Agiati di Rovereto
- 1768 Accademia di agricoltura scienze e lettere di Verona
- 1768 Accademia nazionale virgiliana di Mantova
- 1774 Accademia mediterranea euracea di Termini Imerese
- 1797 Istituto lombardo di scienze e lettere di Milano
- 1797 Società del Liceo di Brescia
- 1798 Accademia ligure di scienze e lettere di Genova
- 1808 Società Reale di Napoli
- 1810 Accademia Petrarca di lettere, arti e scienze di Arezzo
- 1825 Accademia Filelfica di Scienze, Lettere ed Arti di Tolentino
- 1838 Istituto veneto di scienze, lettere ed arti di Venezia
- 1902 Accademia del Frignano "Lo Scoltenna" di Pievepelago
- 1949 Accademia Angelico Costantiniana di Lettere, Arti, Scienze
- 1982 Accademia Pascoliana di San Mauro Pascoli
- 1996 Accademia Federiciana di Scienze, Lettere, Arti
- 2013 Accademia di San Galgano di Chiusdino

### Accademie militari
- Accademia militare di Modena
- Accademia navale di Livorno
- Accademia Aeronautica di Pozzuoli
- Accademia della Guardia di Finanza di Bergamo

### Altre
- Accademia italiana della cucina
- Accademia italiana della marina mercantile
- Accademia nazionale di danza, fondata nel 1940 da Jia Ruskaja
- Accademia nazionale di scherma, fondata nel 1861
- Accademia Internazionale Incisione Artistica

## Accademie estere
A partire dalla metà del secolo XVII molti stati europei si dotarono di accademie sull'esempio italiano. Esse ebbero un'importante funzione culturale nel successivo secolo e mezzo, in quanto le università in tale periodo erano ancora sostanzialmente organizzate sul modello medioevale: avevano ancora solo le facoltà di teologia, diritto e medicina, cui si aggiungeva la facoltà di filosofia (già delle arti) in cui gli studi di grammatica e retorica erano rivolti al latino ed al greco antico, mentre delle scienze (il vecchio "quadrivio") si studiava soprattutto la matematica. Solo la cattedra di "filosofia naturale" si occupava di scienza sperimentale.
Si comprende allora come le accademie abbiano colmato importanti lacune nell'organizzazione culturale dell'epoca: le accademie delle scienze furono le istituzioni più decisive nel promuovere la nascita della scienza sperimentale, mentre le accademie linguistiche furono le prime istituzioni a studiare le lingue moderne, fino ad allora dette "volgari". L'insegnamento artistico, poi, è rimasto estraneo alle università europee fino a tempi recenti.
All'inizio dell'Ottocento le università furono profondamente riformate e conseguentemente le accademie persero la loro preminenza nell'organizzazione culturale. Determinante fu la fondazione dell'Università di Berlino nel 1810 che fu subito dotata di laboratori sperimentali di fisica, chimica e scienze naturali, nonché di un policlinico. L'esempio fu gradualmente imitato da tutte le università. Importante fu anche la riforma delle università francesi, recepita anche in altri paesi fra cui l'Italia, con cui fu abolita la facoltà di teologia e la facoltà di filosofia fu divisa nelle facoltà di Scienze (matematiche, ma anche fisiche, chimiche e naturali) e di Lettere (antiche e moderne).
Diverso è il caso della Russia, dove l'Accademia russa delle scienze (e in precedenza l'Accademia delle scienze dell'URSS) continua ad essere un ente guida della ricerca.

### Accademie di belle arti
- 1648 Académie des beaux-arts di Parigi
- 1662 Accademia di belle arti di Norimberga
- 1682 Reale accademia di belle arti dell'Aja
- 1692 Accademia di belle arti di Vienna
- 1696 Accademia delle arti di Prussia
- 1752 Académia de Bellas Artes de San Fernando di Madrid
- 1754 Regia accademia danese di belle arti
- 1757 Accademia russa di belle arti
- 1768 Royal Academy di Londra
- 1768 Accademia di belle arti di Bruxelles
- 1773 Accademia reale svedese delle arti
- 1799 Accademia di belle arti di Praga

### Accademie musicali
- 1661 Académie Royale de Danse di Parigi
- 1669 Académie Royale de Musique di Parigi
- 1672 Académie Royale de Musique et Danse di Parigi
- 1771 Accademia reale svedese di musica
- 1822 Royal Academy of Music di Londra
- 1875 Accademia Franz Liszt di Budapest
- Academy of St Martin-in-the-Fields (orchestra inglese).

### Accademie linguistiche e letterarie
- 1323 Consistori del Gay Saber per la poesia cortese
- 1583 Accademia della Crusca per la lingua italiana. L'accademia della Crusca è la più antica accademia linguistica del mondo.
- 1617 Società dei Carpofori per la lingua tedesca
- 1635 Académie française
- 1643 Ordine Florifero della Pegnitz per la lingua tedesca
- 1663 Académie des inscriptions et belles-lettres per le lingue classiche
- 1713 Real Academia Española
- 1753 Accademia reale svedese di lettere, storia e antichità
- 1783 Accademia imperiale russa
- 1786 Accademia svedese

### Accademie delle scienze
- 1652 Academia Naturae Curiosorum di Halle, detta "Cesarea Leopoldina"
- 1660 Royal Society di Londra
- 1666 Académie des sciences di Parigi
- 1700 Regia accademia delle scienze prussiana, rifondata nel 1992 come Accademia delle scienze di Berlino
- 1700 Accademia delle scienze di Lione
- 1710 Regia società delle scienze di Uppsala
- 1724 Accademia russa delle scienze
- 1731 Royal Dublin Society
- 1739 Accademia reale svedese delle scienze
- 1742 Regia accademia danese di scienze e lettere
- 1751 Accademia delle scienze di Gottinga
- 1754 Accademia delle scienze utili di Erfurt
- 1759 Accademia bavarese delle scienze
- 1760 Regia società norvegese delle scienze
- 1763 Accademia elettorale di scienze e belle lettere di Mannheim detta "Teodoro-Palatina"
- 1769 Accademia reale del Belgio detta "Teresiana"
- 1773 Regia società di scienze e lettere di Göteborg
- 1779 Accademia delle scienze di Lisbona
- 1783 Royal Society di Edimburgo
- 1785 Royal Irish Academy
- 1808 Koninklijke Nederlandse Akademie van Wetenschappen
- 1815 Accademia svizzera di scienze naturali
- 1825 Accademia ungherese delle scienze
- 1846 Accademia sassone delle scienze di Lipsia
- 1847 Accademia austriaca delle scienze
- 1847 Reale accademia delle scienze esatte, fisiche e naturali di Madrid
- 1853 California Academy of Sciences di San Francisco
- 1863 National Academy of Sciences di Washington
- 1952 Accademia polacca delle scienze
- 1980 International Academy of Science (IAS, Accademia internazionale della scienza), fondata dall'International Council of Scientific Development (ICSD) e da Linus Pauling, Sir John Kendrew, Konrad Lorenz, Andrei Sacharov, Lord Alexander Todd, e Ilya Prigogine.

### Accademie militari
- Accademia reale svedese di scienze belliche
- Società reale svedese di scienze navali
- United States Naval Academy (1845 Annapolis)
- United States Military Academy (West Point, NY)

### Accademie pontificie
- (1542) Pontificia accademia dei virtuosi al Pantheon
- (1718) Pontificia accademia di teologia
- (1810) Pontificia accademia romana di archeologia
- (1879) Pontificia accademia Cultorum martyrum
- (1879) Pontificia accademia di San Tommaso d'Aquino
- (1959) Pontificia accademia mariana internazionale
- (2012) Pontificia accademia di latinità

### Altre accademie
- Academy of Motion Picture Arts and Sciences (scienze del cinema), l'ente che premia con l'Academy awards, noto in Italia con il nome di "Premio Oscar"
- Accademia Burg Fürsteneck, Accademia per formazione professionale e culturale in Germania
- Accademia della Canzone italiana in Germania Accademia per formazione artistico culturale in Germania

## Accademie immaginarie
- Accademia della Flotta Stellare